# Stenellipsis maculipennis
Stenellipsis maculipennis là một loài bọ cánh cứng trong họ Cerambycidae.